# The Alan Parsons Project
The Alan Parsons Project (abbreviato APP) è stato un gruppo rock progressivo britannico fondato da Alan Parsons ed Eric Woolfson nel 1975 e attivo fino al 1990, periodo in cui ha pubblicato undici album in studio.

## Storia del gruppo

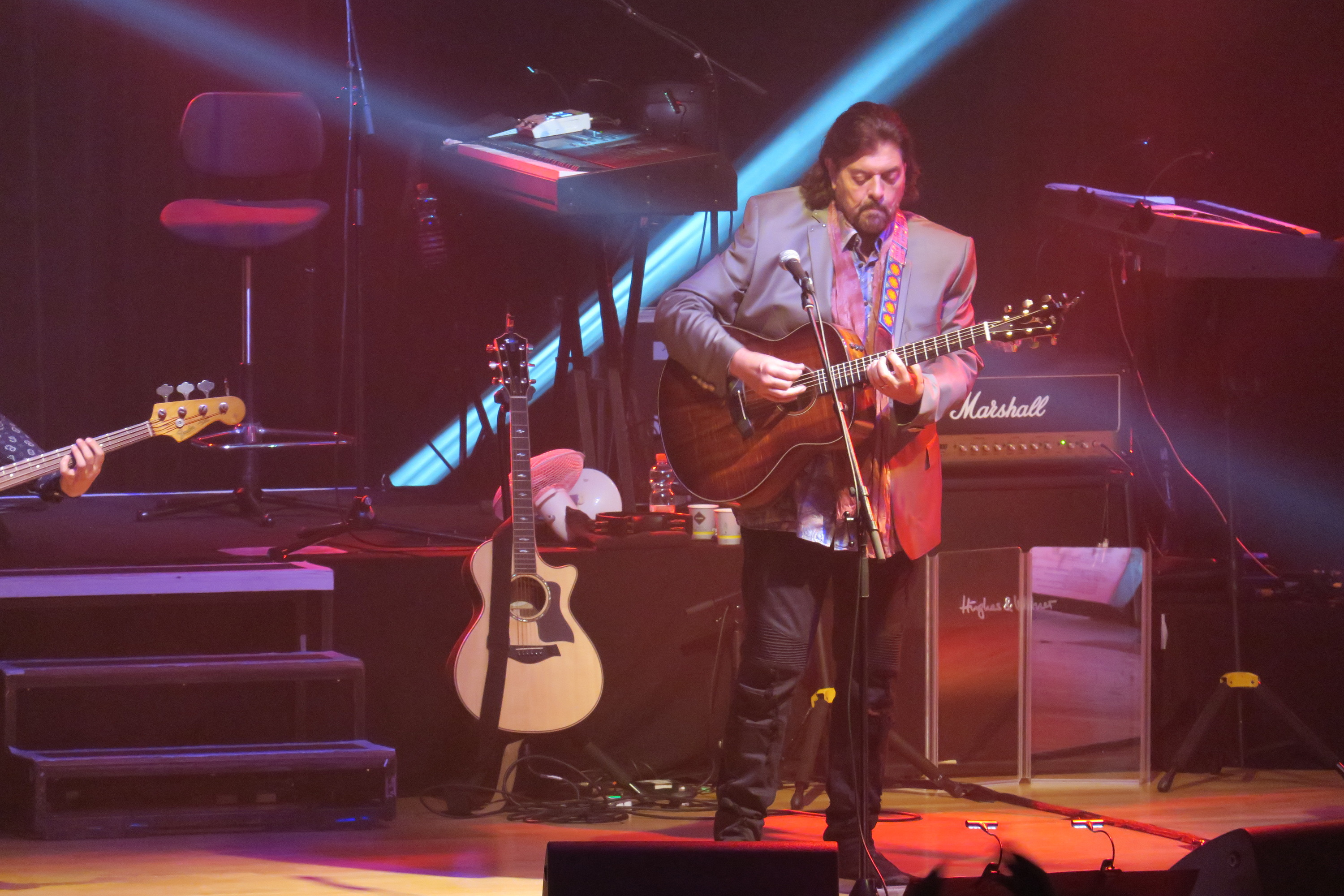
Alan Parsons nel 2017. Fondatore nel 1975, con Eric Woolfson, del The Alan Parsons Project.

Alan Parsons era un ingegnere del suono presso gli Abbey Road Studios della EMI a Londra dove, nel 1969, collaborò con Geoff Emerick per Abbey Road dei Beatles. In seguito continuò a collaborare con Paul McCartney e negli anni settanta lavorò per i Pink Floyd in Atom Heart Mother e in The Dark Side of the Moon.
Eric Woolfson era un manager e musicista che aveva composto svariate canzoni per vari gruppi beat negli anni sessanta e, nel decennio successivo, avrebbe lavorato nel management del cantante di disco music Carl Douglas.
Nel 1974 Parsons e Woolfson si incontrarono ed Eric divenne manager di Alan e, insieme, decisero di fondare un gruppo musicale affiancato da un'orchestra diretta da Andrew Powell e con gli altri musicisti e cantanti come session-man. Pur apparendo nei crediti sempre insieme, Woolfson è prevalentemente il compositore dei brani ed anche in alcune occasioni il cantante, mentre Parsons si dedica specialmente alla produzione, a tutti i passaggi come ingegnere e tecnico del suono ed occasionalmente suona qualche strumento o partecipa ai cori. Woolfson iniziò dal 1980 a cantare alcuni brani. Altra caratteristica fu quella di usare voci diverse per ogni brano, ricercando ogni volta quella che meglio vi si adattava.
Con tale nucleo hanno collaborato nel corso degli anni molti cantanti professionisti come Lenny Zakatek, David Paton, Chris Rainbow, Gary Brooker e Colin Blunstone. Alan Parsons ha impiegato le cantanti Lesley Duncan (If I Could Change Your Mind) e Clare Torry (Don't Hold Back), che avevano già collaborato con i Pink Floyd, per farle cantare nell'album Eve, primo lavoro con voci femminili.

### Tales of Mystery and Imagination - Edgar Allan Poe
Alan ed Eric, con il loro "The Alan Parsons Project", cominciano nell'aprile del 1975 ad incidere i brani che andranno a formare, dopo un lungo ed accurato lavoro, Tales of Mystery and Imagination - Edgar Allan Poe pubblicato nel maggio del 1976. L'album è strutturato come un concept con tutti i brani ispirati alle opere di Edgar Allan Poe e riscuote da subito un ottimo successo, specialmente in Europa dove in Germania raggiunge l'undicesimo posto nelle classifiche di vendite, e raggiungendo ad oggi, con le varie riedizioni, una vendita di oltre otto milioni di copie.

### I Robot
Nel dicembre del 1976, Parsons e Woolfson cominciano a registrare, presso gli studi di Abbey Road, il nuovo album che intitolano I Robot e dedicano quindi ai racconti di Isaac Asimov ed al futuro tecnologico che attende l'umanità. L'album viene pubblicato nel giugno del 1977, in contemporanea all'uscita del film di George Lucas Star Wars e pochi mesi prima di Incontri ravvicinati del terzo tipo di Steven Spielberg, raccoglie quindi un immediato successo raggiungendo subito la nona posizione nelle classifiche USA ed aggiudicandosi il disco di platino per aver superato il milione di copie vendute. L'album entra nelle top ten di numerose nazioni toccando il picco del secondo posto in Germania, Spagna e Nuova Zelanda. Sulla scia del successo verrà realizzato anche il primo videoclip del Project per il brano I Wouldn't Want to Be Like You.

### Pyramid

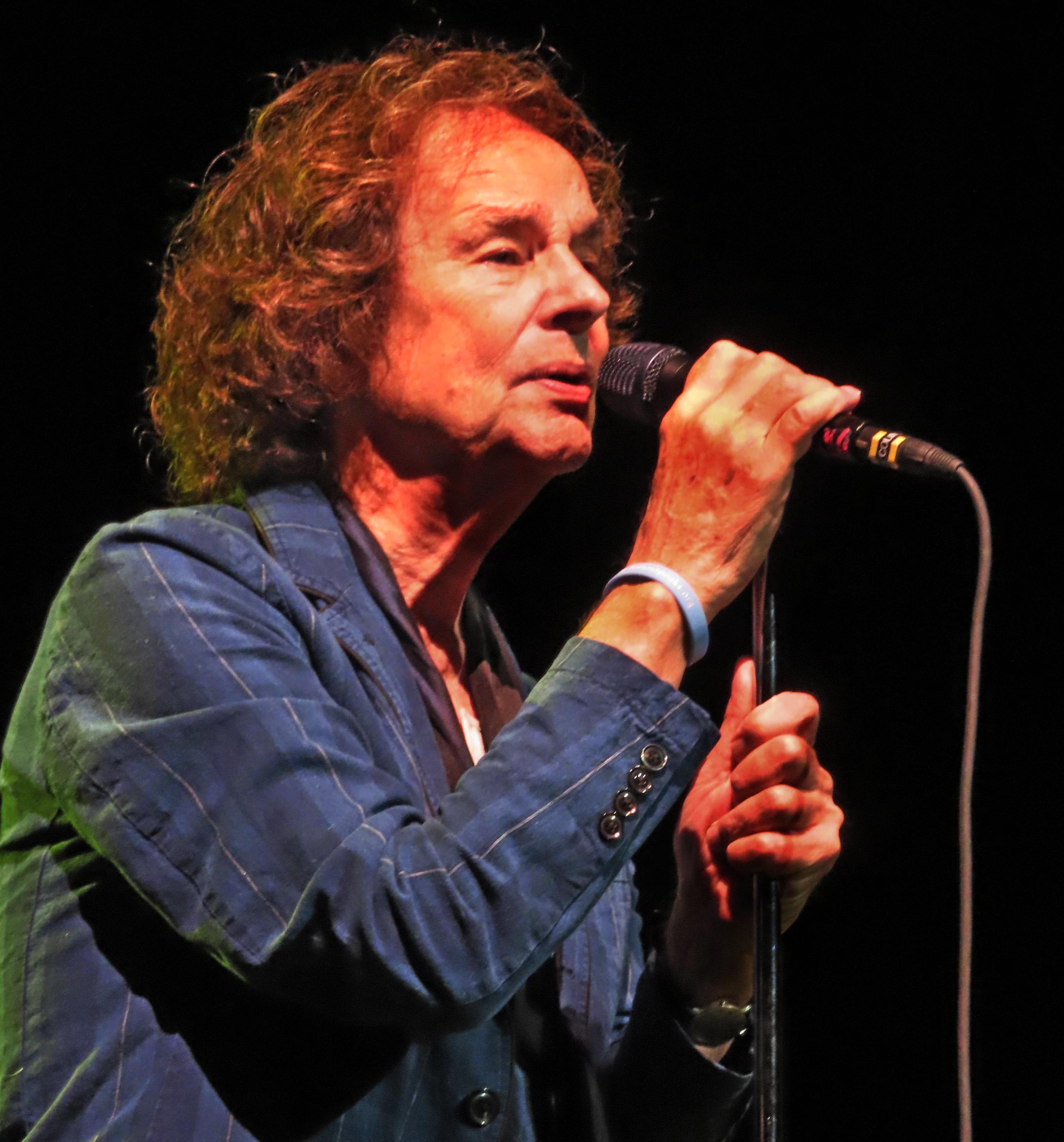
Colin Blunstone nel 2019. Session man del Project dal 1978.

Nel settembre del 1977 Parsons e Woolfson cominciano a registrare per il nuovo album che intitolano Pyramid ed avrà come filo conduttore l'antico Egitto ed il mistero. L'album viene pubblicato nel maggio del 1978 ed ottiene un nuovo successo in termini di vendite.

### Eve
Nell'autunno del 1978 Alan ed Eric si trasferiscono nel Principato di Monaco, per evitare le fortissime tassazioni imposte dal nuovo governo agli alti redditi, ed allestito un piccolo studio di registrazione, nel loro appartamento di Monte Carlo, cominciano a registrare i brani per l'album successivo che chiamano Eve. Il concept per questo album si lega al tema della donna e della sua rivalità con l'uomo, anche dal punto di vista spirituale. Per completare le registrazione viene utilizzato anche uno studio di Nizza, e l'album viene pubblicato nell'agosto del 1979 riscuotendo nuovamente un forte successo, specialmente in Europa dove in Germania arriva al primo posto nelle classifiche sia l'album che il singolo Lucifer.

### The Turn of a Friendly Card
Le registrazioni per l'album successivo si svolgono dall'autunno del 1979 fino all'estate del 1980. La permanenza a Monaco influenza la scelta del concept che tratta del mondo del gioco d'azzardo e dei suoi rischi. Per completare le registrazioni viene utilizzato anche uno studio di registrazione di Parigi, e The Turn of a Friendly Card viene pubblicato nel novembre del 1980 riscuotendo un grande successo in termini di vendite, superiore ai record raggiunti dagli album precedenti, e che risulterà poi inferiore solamente all'album Eye in the Sky. L'album infatti raggiunge la tredicesima posizione nelle classifiche USA e spopola in Europa dove arriva al secondo posto sia in Austria che in Germania.

### Eye in the Sky

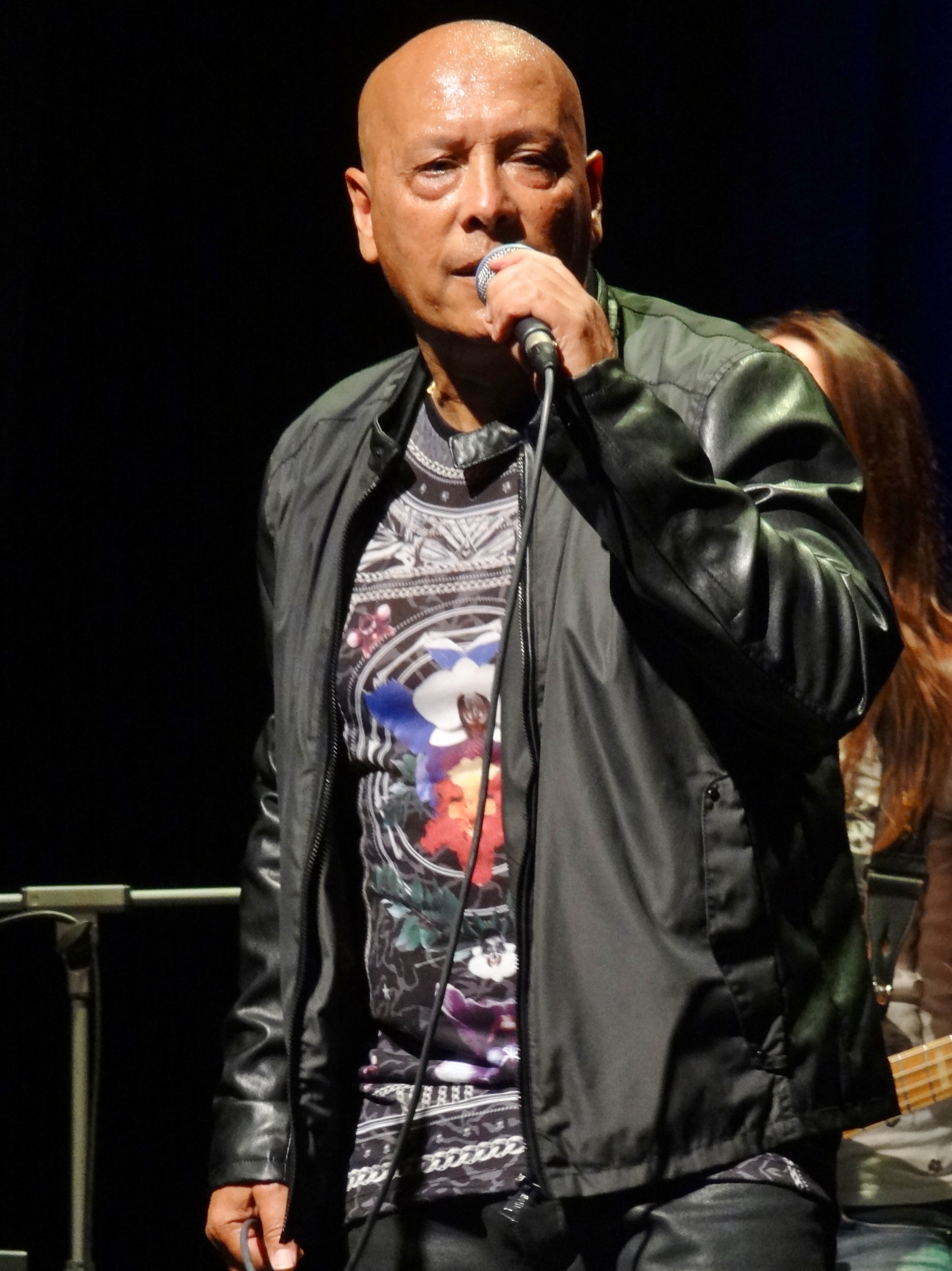
Lenny Zakatek nel 2014. Session man del Project dal 1977.

Rientrati in Inghilterra, anche grazie alle tasse notevolmente diminuite, Parsons e Woolfson cominciano ad incidere, presso gli studi Abbey Road a Londra, il nuovo album nella seconda metà del 1981 chiamandolo Eye in the Sky. Il tema dell'album sarà il Grande Fratello di Orwell anche nella sua accezione divina, e lo stesso Woolfson riferirà in alcune interviste che l'idea per il tema gli era venuto, durante una visita al casinò Tropicana di Las Vegas, dove il direttore gli illustrò l'enorme quantità di telecamere presenti nel casinò sia per tutelare la sicurezza ma anche per monitorare le azioni e le giocate compiute dai clienti. La veste grafica viene realizzata dalla Hipgnosis di Storm Thorgerson che per Eye in the Sky crea come simbolo distintivo l'occhio di Horus, che diventerà poi il simbolo del The Alan Parsons Project.
Eye in the Sky viene pubblicato nel maggio del 1982 e diviene da subito l'album più famoso del gruppo, nonché il più venduto facendo incetta di dischi d'oro e di platino. Nelle classifiche migliora ulteriormente i risultati dell'album precedente arrivando settimo negli USA, primo in Austria, Germania e Spagna, secondo in Italia, terzo in Canada, Paesi Bassi, Norvegia e Nuova Zelanda, quarto in Australia. Sarà anche l'ultimo album del Project a ricevere il disco di platino negli USA (dopo I Robot e The Turn of a Friendly Card). Il brano Eye in the Sky viene pubblicato anche come singolo e riscuote un notevole successo arrivando terzo negli USA e primo in Canada e Spagna ed in generale ha ottimi risultati in tutti i paesi europei compresa l'Italia dove arriva quinto.
L'album contiene tre dei brani più conosciuti della band: Sirius, Eye in the Sky e Mammagamma.
SiriusIl breve brano strumentale Sirius è stato usato per ben sei stagioni sportive della NBA, negli anni novanta, come sottofondo musicale durante l'ingresso in campo della squadra dei Chicago Bulls. In occasione di UEFA EURO 2012 questo brano è stato eseguito dopo gli inni nazionali a ogni partita, nei minuti che precedevano il calcio d'inizio.
Eye in the SkyCantata da Eric Woolfson, è arrivata al terzo posto sulla classifica di Billboard ed è tuttora un brano che ottiene numerosi passaggi radiofonici. Parsons disse della canzone «...Odiavo questa canzone quando abbiamo cominciato a registrarla — Ero pronto ad escluderla del tutto. Poi abbiamo trovato il ritmo ipnotico delle chitarre e tutto è andato a posto.».
MammagammaÈ il brano strumentale più famoso del Project, Alan Parsons utilizzò per gran parte della melodia l'allora innovativo ed all'avanguardia Fairlight CMI. Il nome è un ovvio richiamo al titolo dell'album dei Pink Floyd Ummagumma.

### Ammonia Avenue
Nell'arco del 1983 viene registrato il nuovo album Ammonia Avenue che per il concept si ispira alle grandi fabbriche ed al tema dell'inquinamento. Viene pubblicato nel febbraio del 1984 ed è il primo album del Project ad essere stampato anche su CD. L'album non ripete i risultati record del precedente ma conferma l'alto livello raggiunto dal gruppo classificandosi al quattordicesimo posto negli USA, primo in Germania, Paesi Bassi e Svizzera, secondo in Spagna, quinto in Italia, Austria e Norvegia e riceverà il disco di platino in Francia.

### Vulture Culture
Nel maggio del 1984 Parsons e Woolfson cominciano a registrare l'album Vulture Culture il cui concept sarà l'aspra critica alla società moderna, definita nel titolo "cultura dell'avvoltoio", in cui i più furbi tentano di fare profitto alle spalle del prossimo. Come cantanti, oltre ad Eric Woolfson, vengono scelti Colin Blunstone, David Paton, Chris Rainbow e Lenny Zakatek, l'album viene pubblicato nel febbraio del 1985 e mentre nei paesi di lingua inglese viene accolto freddamente, entra in top ten in quasi tutti i paesi europei raggiungendo il terzo posto nei Paesi Bassi, il secondo in Spagna e Svizzera ed il primo posto in Germania.

### Stereotomy

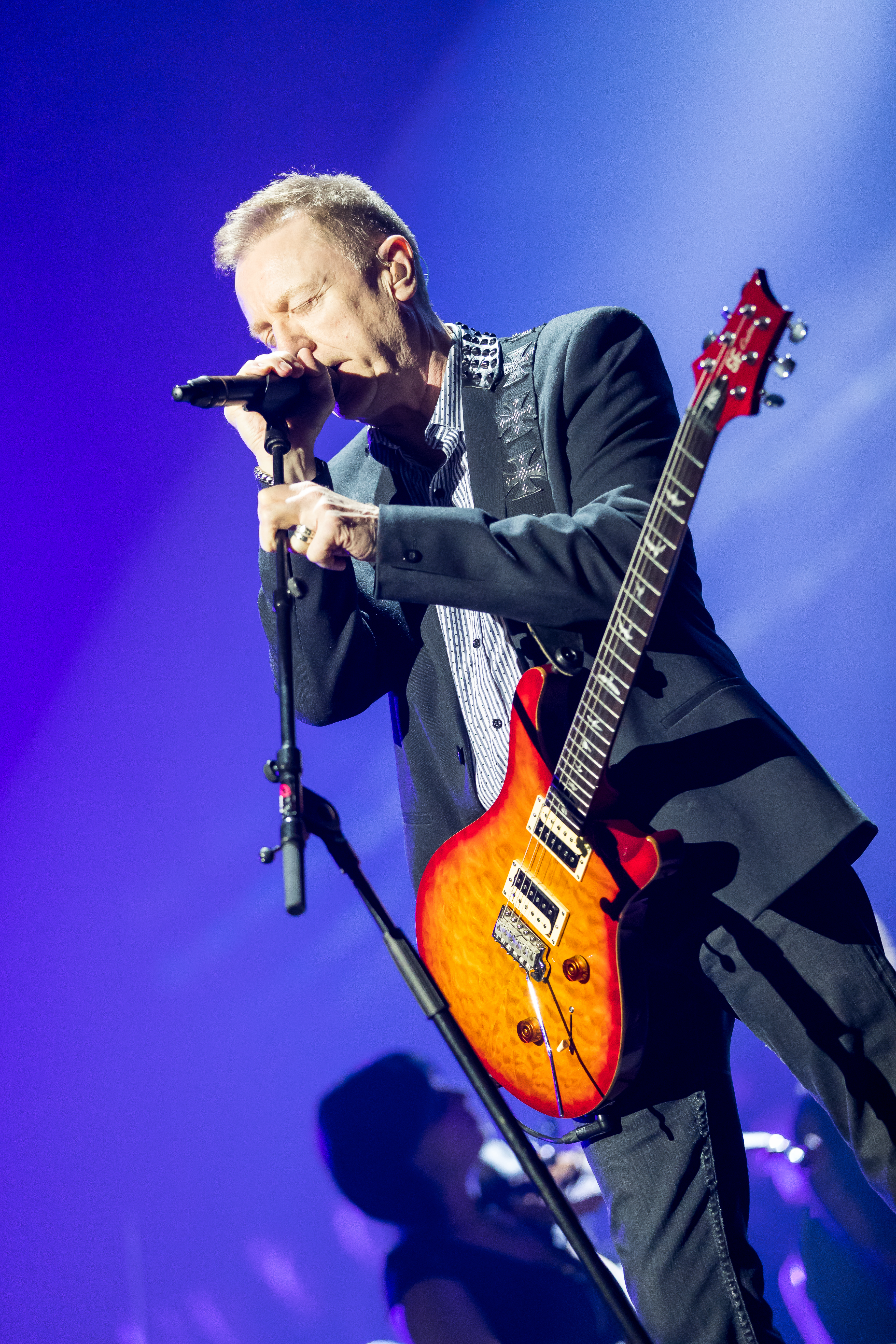
John Miles nel 2016. Session man del Project dal 1976.

Dall'ottobre del 1984 all'agosto del 1985 si svolgono le registrazioni per l'album Stereotomy presso i Mayfair Studios a Londra, quando ancora si sta lavorando alle ultime fasi per la pubblicazione di Vulture Culture, ed il nome del disco viene suggerito ad Eric Woolfson dal racconto di Edgar Allan Poe I delitti della Rue Morgue, in cui la parola stereotomy fornisce al protagonista l'indizio per venire a capo di un mistero. Il concept di questo album è molto più difficile da percepire, e si riferisce ai fattori che influiscono, nel bene e nel male, sulla vita degli uomini, alcol, sesso, fama e voglia di raggiungere gli obiettivi.
Stereotomy viene pubblicato nel gennaio del 1986 ed risulta l'album più rock del Project e Parsons per la prima volta realizza un album completamente in digitale. Come cantanti vengono scritturati John Miles, Chris Rainbow, Gary Brooker, Steve e Graham Dye. Per la prima volta dall'album Eve del 1979 Eric Woolfson non canta in alcun brano.
L'album ottiene un buon risultato, ma non riesce a ripetere i successi degli altri album nelle classifiche di vendita, con il quinto posto in Spagna quale miglior posizionamento.

### Gaudi
Dall'ottobre del 1985 all'agosto del 1986 Parsons e Woolfson registrano i brani da inserire nell'album intitolato Gaudi, utilizzano, oltre ai Mayfair Studios, il nuovissimo studio personale appena costruito a Benenden, presso la sua abitazione, da Alan Parsons e chiamato "The Grange". Il concept è incentrato sulla vita e sulle opere dell'artista catalano Antoni Gaudí e viene pubblicato nel gennaio del 1987 non riscuotendo grandi consensi nei paesi di lingua inglese e raggiungendo buone posizioni in classifica nei mercati europei, ed ovviamente arriva primo in Spagna trainato dal titolo familiare agli iberici.
Come session man vengono chiamati Ian Bairnson alle chitarre, Richard Cottle alle tastiere e sax, Stuart Elliott alla batteria, Lawrence Cottle alla chitarra basso ed Andrew Powell dirige l'orchestra. Come cantanti John Miles, Lenny Zakatek, Geoff Barradale, e dopo l'assenza come cantante in Stereotomy Eric Woolfson.

### Freudianae la separazione
La separazione artistica tra Parsons e Woolfson avviene nel 1990, quando il loro ultimo progetto dal titolo Freudiana fu oggetto di controversia riguardo alla sua destinazione, in quanto Woolfson ne voleva trarre un musical, mentre Parsons era favorevole alla pubblicazione di un album classico. Il disco uscì ugualmente, sebbene non venne accreditato ufficialmente come un album del gruppo The Alan Parsons Project. Le fasi di registrazione per l'album vanno avanti dagli inizi del 1988 fino all'estate del 1990 e viene pubblicato l'11 ottobre dello stesso anno. I tempi per la realizzazione si allungarono di molto proprio perché dopo aver terminato le registrazioni per il materiale da inserire nell'album, Parsons si dovette rimettere al lavoro per registrare gli ulteriori brani che si erano resi necessari avendo deciso che l'album sarebbe divenuto un musical, che aveva una durata maggiore rispetto ad un classico album.
Eric Woolfson ne trasse comunque effettivamente un musical. In seguito scrisse altri musical che attinsero in parte da album del Project: Gaudi (dall'ultimo album ufficiale del gruppo), Gambler (basato sull'album The Turn of a Friendly Card e contenente anche le hit Eye in the Sky e Limelight tratte da altri album) e Poe: More Tales of Mystery and Imagination (sequel del primo album del Project: Tales of Mystery and Imagination - Edgar Allan Poe).
Dopo la separazione Parsons realizzò altri album (senza il nome "Project" data la separazione da Woolfson) da solista, ma sempre con l'impostazione di più musicisti e cantanti a collaborare per ogni album. Concentra in particolare la sua attività sui concerti, che con Woolfson non era mai riuscito ad organizzare. Quindi con una formazione, generalmente denominata "Alan Parsons Live Project", comincia ad effettuare tour mondiali, anche di lunghissima durata, basati sull'esecuzione dal vivo del materiale del Project e dei nuovi brani di volta in volta pubblicati da solista. La formazione è cambiata nel tempo con una prima fase alla quale partecipavano tutti gli ex artisti del Project quindi dal 2001 prevalentemente nuovi cantanti e musicisti conosciuti da Alan dopo essersi trasferito in California.
Nel 2006 uscì in Italia la tripla raccolta Days Are Numbers. In altri paesi questo Very Best venne pubblicato in edizione singolo, doppio o triplo CD e con titoli differenti. Fra il 2007 ed il 2008, nel corso della stessa operazione discografica, tutti gli album del Project vennero pubblicati in nuove edizioni, rimasterizzate da Parsons con artwork particolarmente curato, foto inedite, riconoscimenti brano per brano, note di commento e soprattutto con l'aggiunta di numerose bonus track inedite tratte dagli archivi di Woolfson e Parsons. Unica pecca di queste nuove edizioni fu la totale scomparsa dei lyrics, i testi completi delle canzoni.

### The Alan Parsons Project That Never Wase la morte di Woolfson

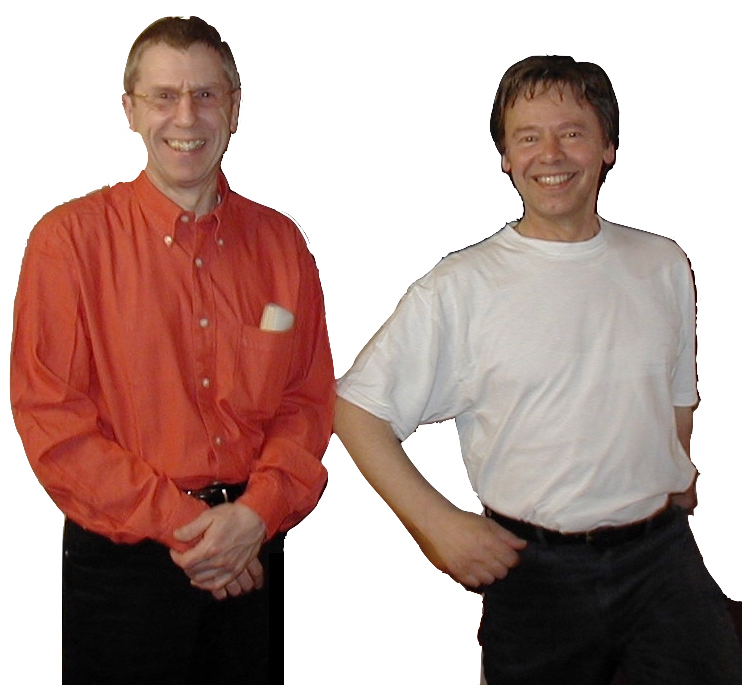
Chris Rainbow e David Paton nel 2001. Rispettivamente session man del Project dal 1979 e 1976.

Nel 2009 venne pubblicato The Alan Parsons Project That Never Was, un album solista di Eric Woolfson costituito di brani rimasti inediti, scritti dal compositore scozzese per il gruppo, ma mai inseriti in album ufficiali. Alcuni pezzi vennero proposti nei musical e nei CD della produzione solista di Woolfson. Il 2 dicembre dello stesso anno Eric Woolfson morì a causa di un tumore. Alan Parsons rivelò di essere stato a conoscenza della malattia del suo partner nel gruppo e di aver tenuto il più stretto riserbo sulla notizia, per volontà dello stesso Woolfson.

### The Complete Albums CollectioneThe Sicilian Defence
Il 1º aprile 2014 venne pubblicato The Complete Albums Collection che include tutti i 10 album originali, per la prima volta in un solo box set, con l'album di debutto del 1976 Tales of Mystery and Imagination - Edgar Allan Poe e un undicesimo disco The Sicilian Defence, che era stato proposto nel 1979 quale quinto album, quarto dell'Arista Records, ma che fu accantonato e rimase inedito e mai ascoltato.
Il 6 dicembre 2021 muore il cantante John Miles, dopo breve malattia.

## Stile

### Concept album
L'idea alla base della produzione discografica del gruppo è il concept album, sviluppata secondo un filo conduttore comune a tutte le canzoni del disco: 
- Tales of Mystery and Imagination - Edgar Allan Poe, del 1976, è sviluppato sui famosi Racconti Straordinari di Edgar Allan Poe;
- I Robot, del 1977, parte da un racconto di Isaac Asimov per parlare del mondo di domani e del futuro tecnologico che attende l'umanità;
- Pyramid, del 1978, usa l'antico Egitto per parlare del mistero e del mondo di ieri visto con gli occhi di oggi;
- Eve, del 1979, parla del mondo femminile ed in generale della donna e della sua rivalità con l'uomo anche dal punto di vista spirituale;
- The Turn of a Friendly Card, del 1980, è incentrato sul mondo del gioco d'azzardo e dei suoi rischi;
- Eye in the Sky, del 1982, ha come tema dominante il Grande Fratello di Orwell anche nella sua accezione divina;
- Ammonia Avenue, del 1984, si ispira alle grandi fabbriche ed al tema dell'inquinamento;
- Vulture Culture, del 1985, ha come concept l'aspra critica alla società moderna, definita nel titolo "cultura dell'avvoltoio", in cui i più furbi tentano di fare profitto alle spalle del prossimo;
- Stereotomy, del 1986, il tema dominante si riferisce ai fattori che influiscono, nel bene e nel male, sulla vita degli uomini, alcol, sesso, fama e voglia di raggiungere gli obiettivi a tutti i costi.
- Gaudi, del 1987, è incentrato sulla vita e sulle opere dell'artista catalano Antoni Gaudí.

### Strutture degli album
Inizialmente lo schema tipico era costituito da un'introduzione strumentale che sfumava nel primo brano cantato, un brano strumentale come una sorta di ponte all'inizio della seconda facciata dell'LP e un brano finale molto lungo. Non mancano anche introduzioni parlate: l'album di esordio Tales of Mystery and Imagination - Edgar Allan Poe (1976) presenta un'introduzione narrata da Orson Welles. Sebbene tagliata nella prima versione dell'album, la voce di Welles fu ripristinata nella versione su CD uscita nel 1987.

#### Il rock progressivo

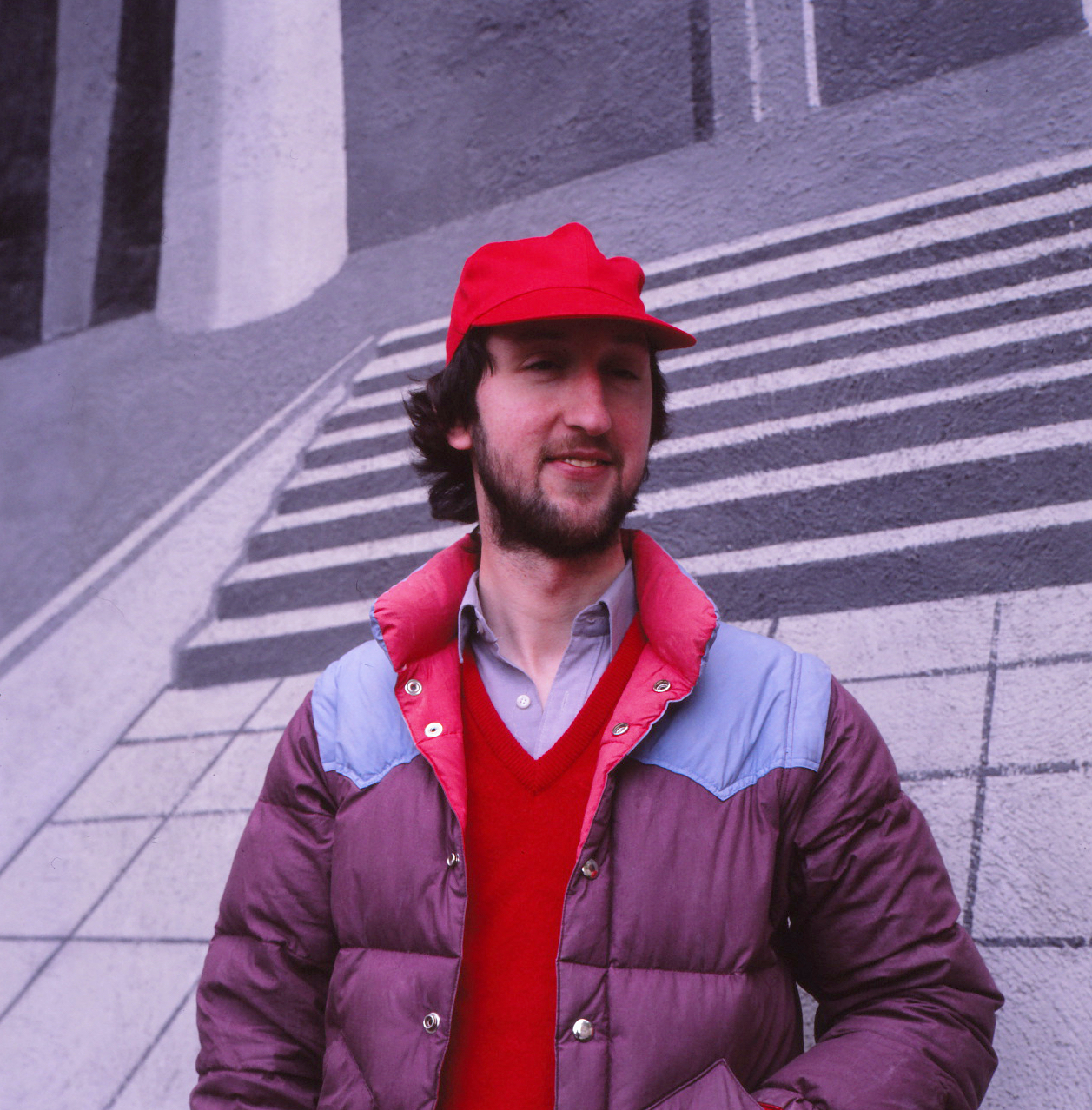
Ian Bairnson nel 1982. Unico session man ad aver partecipato a tutti i lavori del The Alan Parsons Project dal 1976 al 1990.

Parsons e Woolfson si destreggiano abilmente nel mondo del progressive rock trasferendo tutte le sue peculiarità nei propri album. Tra le caratteristiche degli album del Project che si ricollegano allo stile del progressive rock vi sono:
- Una grande cura ed attenzione per gli arrangiamenti con la creazione di complessi intrecci strumentali, abbondanza di assoli e parti prive di cantato, passaggi che richiedono un'elevata tecnica strumentale, tutte caratteristiche che Parsons aveva già messo in opera ai massimi livelli negli album curati come ingegnere del suono per i Pink Floyd, Ummagumma nel 1969, Atom Heart Mother nel 1970, Meddle nel 1971 e The Dark Side of the Moon nel 1973.
- Uso di strumenti classici (pianoforte, archi, fiati), etnici (sitar), elettrici o elettronici (organo Hammond, Mellotron e sintetizzatori) in aggiunta e talvolta in sostituzione alla classica combinazione rock di chitarra elettrica, basso elettrico e batteria.
- Predilezione per i brani lunghi, di durata superiore ai canonici 3-4 minuti di gran parte della musica popolare.
- Creazione di "suite", ovvero brani composti da una successione di temi musicali più o meno distinti, dal sapore solitamente epico. Classico esempio per il Project sarà il lato B di The Turn of a Friendly Card con gli oltre sedici minuti della suite che prende il nome dall'album.
- Utilizzo di tempi dispari ed inconsueti.
- Frequenti cambi di tempo, e variazioni di intensità e velocità nel corso di uno stesso brano.

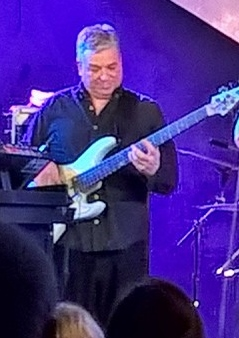
Laurence Cottle nel 2017. Session man per il Project negli album Gaudi 1987 e Freudiana 1990.

## Formazione

### Ultima formazione ufficiale (1987)

#### Leader
- Alan Parsons – autore testi e musiche, ingegnere del suono, produttore
- Eric Woolfson – autore testi e musiche, produttore esecutivo, voce, pianoforte, sintetizzatori

#### Session Man
Cantanti
- John Miles - voce
- Geoff Barradale - voce
- Lenny Zakatek – voce
- Chris Rainbow – coro, voci addizionali

Musicisti
- Ian Bairnson – chitarre
- Laurie Cottle – basso
- Stuart Elliott – batteria, percussioni
- Richard (Trix) Cottle – sintetizzatori, sassofono
- Andrew Powell - direttore ed arrangiatore dell'orchestra

## Discografia

### Album in studio
- 1976 - Tales of Mystery and Imagination - Edgar Allan Poe
- 1977 - I Robot
- 1978 - Pyramid
- 1979 - Eve
- 1980 - The Turn of a Friendly Card
- 1982 - Eye in the Sky
- 1984 - Ammonia Avenue
- 1985 - Vulture Culture
- 1986 - Stereotomy
- 1987 - Gaudi
- 1990 - Freudiana[9]
- 2014 - The Sicilian Defence

### Raccolte
- 1983 - The Best of The Alan Parsons Project
- 1987 - The Best of The Alan Parsons Project Vol. 2
- 1988 - The Instrumental Works
- 1989 - Pop Classics
- 1991 - Anthology (1991)
- 1992 - The Ultimate Collection
- 1992 - The Best of The Alan Parsons Project (2CD)
- 1997 - The Definitive Collection
- 1997 - Gold Collection
- 1999 - Arista Heritage Master Hits
- 1999 - Eye In The Sky: The Encore Collection
- 2002 - Anthology (2002)
- 2002 - Love Songs
- 2002 - Works
- 2003 - Silence and I: The Very Best of The Alan Parsons Project
- 2003 - Platinum & Gold Collection
- 2004 - Ultimate
- 2004 - I miti
- 2006 - Days Are Numbers
- 2007 - The Essential Alan Parsons Project
- 2010 - The Collection
- 2012 - Greatest Hits
- 2013 - Playlist: The Very Best of The Alan Parsons Project
- 2015 - All The Best

### Special Edition e Box Set
- 1987 - Tales of Mystery and Imagination Edgar Allan Poe - Remix '87
- 2010 - Original Album Classics
- 2014 - The Complete Albums Collection[10]
- 2015 - The Turn of a Friendly Card - 35th Deluxe Anniversary Edition
- 2016 - Tales of Mystery 40th Anniversary Edition Super Deluxe Box Set
- 2017 - Eye in the Sky 35th Anniversary Edition Super Deluxe Box Set[11]
- 2020 - Ammonia Avenue Super Deluxe Box Set[12]
- 2022 - The Complete Albums Collection - LP[13]
- 2023 - The Turn of a Friendly Card - Deluxe Limited Edition Boxed Set[14]
- 2024 - Pyramid Super Deluxe Limited Edition Boxed Set[15]

## Citazioni
Il gruppo viene citato nel film Austin Powers - La spia che ci provava: Il Dottor Male nomina in tale modo la sua operazione per distruggere Washington. Il figlio Scott, che conosce il gruppo, beffeggia suo padre per tale decisione.